# WOODYYLIFE
株式会社WOODYYLIFE（ウッディライフ）は株式会社鷲見製材のグループ企業であり、岐阜県岐阜市に本社を置きリノベーション事業、リフォーム事業、メンテナンス事業、不動産仲介事業を手がける工務店である。

## 概要
2019年4月に株式会社鷲見製材からWOODYYLIFE事業部を「株式会社WOODYYLIFE」として分社化。
リノベーション事業、リフォーム事業・メンテナンス事業、不動産仲介事業を手がけ、岐阜県南部・愛知県西部を施工エリアとしている。

## 営業拠点
- 本社/リフォーム・リノベーション事業「再生匠家」　岐阜県岐阜市東鶉3-58
- メンテナンス事業部　岐阜県岐阜市東鶉3-58
- 不動産仲介事業　「ウッディライフ不動産」　岐阜県岐阜市東鶉3-58
- 鏡島リノベーション展示場:岐阜県岐阜市鏡島西3丁目8-6
- 北方リノベーション展示場:岐阜県本巣郡北方町一本松1丁目15

## 受賞歴
- グッドデザイン賞:2019年（中鶉リノベーション展示場）、2022年（cafe mirai）
- リノベーション・オブ・ザ・イヤー:2019年 性能向上リノベーション賞（中鶉リノベーション展示場）、2021年 地域貢献リノベーション賞（鏡島リノベーション展示場）
- 性能向上リノベデザインアワード2022　特別賞